# Lars Gullin-priset
Lars Gullin-priset har delats ut sedan 1997 och är instiftat av Lars Gullin-sällskapet, Länsstyrelsen, Kultur- och Fritidsnämnden på Gotland och tidskriften Orkesterjournalen. Priset består av en statyett av gotlandsskulptören Stina Lindholm samt ett resestipendium på 20 000 kronor (2024).
Priset delas ut vid två tillfällen: statyetten den första söndagen i juli vid en kyrkokonsert i Sanda kyrka, och stipendiet i slutet av augusti vid en konsert i Almedalen tillsammans med Visby Storband.

## Pristagare[1]
- 1997 – Lars Sjösten
- 1998 – Peter Gullin
- 1999 – Gunnar Bergsten
- 2000 – Jan Allan
- 2001 – Seppo Paakunainen
- 2002 – Gunnel Mauritzson
- 2003 – Nils Lindberg
- 2004 – Bernt Rosengren
- 2005 – Georg Riedel
- 2006 – Fredrik Norén
- 2007 – Gunnar Eriksson
- 2008 – Lennart Åberg
- 2009 – Rune Gustafsson
- 2010 – Bengt Hallberg
- 2011 – Bosse Broberg
- 2012 – Stefan Forssén
- 2013 – Elin Larsson
- 2014 – Lina Nyberg
- 2015 – Andreas Pettersson
- 2016 – Jonas Kullhammar
- 2017 – Roland Keijser
- 2018 – Magnus Lindgren
- 2019 – Ann-Sofie Söderqvist
- 2020 – Fredrik Ljungkvist
- 2021 – Fredrik Lindborg
- 2022 – Christina von Bülow
- 2023 – Sten Öberg
- 2024 – Martin Sjöstedt
- 2025 – Sofia Jernberg